# Belomicrus
Belomicrus är ett släkte av steklar som beskrevs av A. Costa 1871. Belomicrus ingår i familjen Crabronidae.
Släktet innehåller bara arten Belomicrus borealis.